# Hans-Joachim Böhme (SS-Mitglied)
Hans-Joachim Böhme (* 10. Januar 1909 in Magdeburg; † 31. Mai 1968 in Karlsruhe) war ein deutscher Regierungsrat und SS-Standartenführer. Er war im Zweiten Weltkrieg als Befehlshaber zunächst des Einsatzkommandos Tilsit und dann des Einsatzkommandos 3 sowie als Kommandeur der Sicherheitspolizei und des SD in Litauen am Massenmord an den Juden des Baltikums beteiligt.

## Vor 1945
Geboren in Magdeburg als Sohn eines Mittelschulrektors, studierte Böhme ab 1928 Rechtswissenschaften an den Universitäten Halle und Rostock. Im Februar 1932 bestand er die erste, im November 1936 die zweite juristische Staatsprüfung. Da seine Examensnote nur „genügend“ war, gelang es ihm nicht sofort, im Staatsdienst unterzukommen.
Zum 1. Mai 1933 trat er der NSDAP bei (Mitgliedsnummer 2.316.680). Mitglied der allgemeinen SS (Mitgliedsnummer 151.121) wurde er am 1. November 1933. Im Jahre 1937 trat er aus der evangelischen Kirche aus. Nach einer erneuten Bewerbung beim preußischen Innenministerium wurde er im Oktober 1938 der Gestapo in Kiel zur Einarbeitung zugewiesen. Dort arbeitete er bis Oktober 1940 und wurde zum Regierungsassessor und SS-Hauptsturmführer ernannt.
Ab Oktober 1940 wurde Böhme zum Regierungsrat, SS-Sturmbannführer und Chef der Staatspolizeistelle in Tilsit ernannt. Sofort nach Beginn des Krieges gegen die Sowjetunion beteiligte sich Böhme leitend am Massaker von Gargždai (Gardsen), für welches das Einsatzkommando Tilsit eingerichtet worden war. Am 24. Juni 1941 wurden in der Nähe dieses Grenzortes 201 großteils jüdische Einwohner erschossen. Laut Böhmes späterer Aussage vor Gericht erfolgte dies auf Weisung des Kommandeurs der Einsatzgruppe A Stahlecker und des Reichssicherheitshauptamtes vom 22. Juni 1941, dagegen habe Stahlecker nach einem Bericht der Stapo-Stelle Tilsit vom 1. Juli 1941 am 24. Juni „grundsätzlich sein Einverständnis zu den Säuberungsaktionen in der Nähe der deutschen Grenze erklärt“. Böhme führte in der Folge das (Ad-hoc-)Einsatzkommando Tilsit, das bis zum Oktober 1941 ihm zufolge etwa 6000 Menschen im deutsch-litauischen Grenzgebiet ermordete.
Ab Oktober 1943 wurde er Kommandeur der Sicherheitspolizei und des SD (KdS) in Rowno und anschließend in Shitomir. Im Mai 1944 übernahm er die Führung des Einsatzkommandos 3. Zum Jahreswechsel 1944/1945 wurde er ins Reichssicherheitshauptamt (RSHA) nach Berlin versetzt.

## Nach 1945
Nach dem Krieg schlug sich Böhme nach Reinstorf Kreis Lüneburg durch, wo er sich als landwirtschaftlicher Arbeiter aufhielt und sich als ein aus der Gefangenschaft entflohener Soldat ausgab. Dort blieb er bis nach der Währungsreform. Von Oktober 1948 bis zum Jahr 1951 war er als Steuerberater in Karlsruhe und vom 1. Januar 1952 bis zu seiner Festnahme bei der Bausparkasse Badenia in Karlsruhe als Wirtschaftsjurist tätig.
In seinem Meldebogen für die Entnazifizierung vom 30. September 1948 gab er sich fälschlicherweise als promovierter Jurist aus, verschwieg seine frühere Mitgliedschaft in der NSDAP, die Tätigkeit bei der Gestapo und machte auch sonstige falsche Angaben, so dass er am 30. Oktober 1948 von der Spruchkammer Karlsruhe als „vom Gesetz nicht betroffen“ eingestuft wurde. Im Dezember 1950 heiratete Böhme in Karlsruhe, ebenfalls unter fälschlicher Verwendung eines Doktorgrades.
Am 23. August 1956 wurde Böhme festgenommen. Unmittelbar nach seiner Festnahme wollte er sich aus dem Gangfenster des Verwaltungsgebäudes seiner Arbeitsstelle in Karlsruhe stürzen.
Im Ulmer Einsatzgruppen-Prozess erhielt er als Hauptangeklagter wegen gemeinschaftlicher Beihilfe zum gemeinschaftlichen Mord in 3907 Fällen eine Zuchthausstrafe von fünfzehn Jahren. Er wurde im Mai 1968 nach einem Herzinfarkt aus der Haft entlassen und starb Ende desselben Monats in einem Karlsruher Krankenhaus.